# Болгарія на конкурсі пісні Євробачення-2010
У цьому році Болгарія вирішила не проводити відбір, а провести опитування, у якому переміг Мірослав Костадінов, скорочено Міро. Він вже намагався представити Болгарію на Євробаченні 2007, але зайняв лише друге місце разом з групою «КариZма».

## Фінал
7 лютого Міро представив 5 пісень для конкурсу. 
- Eagle
- Moyat pogled v teb
- Twist & Tango
- Ostani
- Angel si ti

28 лютого журі обрало пісню Ангел Сі Ті, з якою болгарин зайняв 15-е місце у другому півфіналі конкурсу